# Melanagromyza eriolepidis
Melanagromyza eriolepidis är en tvåvingeart som beskrevs av Spencer 1961. Melanagromyza eriolepidis ingår i släktet Melanagromyza och familjen minerarflugor.
Artens utbredningsområde är Tyskland. Inga underarter finns listade i Catalogue of Life.